# Ligier JS21
La Ligier JS21 è una vettura da competizione realizzata dalla Ligier nel 1983.

## Sviluppo
La vettura venne realizzata dal team francese per competere nella stagione 1983 del campionato mondiale di Formula 1.

## Tecnica
La JS21 venne progettata da Claude Galopin, sotto la direzione tecnica di Michel Beaujon. Come propulsore, dopo l'abbandono della Talbot come fornitore di motori, venne impiegato un Ford Cosworth DFV gestito da un cambio manuale Hewland FGB a cinque rapporti. Il telaio era di tipo monoscocca in alluminio derivato da quello della JS19 dell'anno precedente.

## Attività sportiva
Pilotata dai piloti Jean-Pierre Jarier e Raul Boesel, la vettura non ebbe una buona stagione, in quanto finì il campionato senza punti iridati, ottenendo come miglior risultato stagionale un settimo posto.

## Indianapolis
Dalla vettura venne derivata anche una vettura per correre nella serie CART. Gestita dal team CURB, non ebbe particolare successo.